# 岐阜スカイウイング37
岐阜スカイウイング37（ぎふスカイウイングさんじゅうなな）は、JR岐阜駅の北西側に位置する再開発施設の名称である。
2014年（平成26年）度のグッドデザイン賞を受賞している。

## 概要
この再開発地区を含む岐阜市の問屋町は、中小の繊維問屋が最盛期には約1,500店集まっており、岐阜市の基幹産業であった繊維産業の中核を担う繊維問屋街として発展していた。
地権者や商店主などの関係者が集まって町内ごとに再開発研究会を発足させたうえで、1992年（平成4年）に「再開発連絡協議会」を設立した。
しかし、この時は地区内がまだ商業地としての余力が残っていたうえ、再開発事業の成否を不安視する関係者の意見もあり、計画は進展しなかった。
その後、バブル崩壊後の不況なども影響し、当地区の繊維問屋街の衰退が進み、2009年（平成21年）には約400店舗まで減少して空き店舗も増加し、人通りも大きく落ち込むことになった。
また、老朽化した建物が多く密集するようになっていたことや、集客力の低下が進んでいたことから、2003年（平成15年）には早急に再開発を進めることを目指す都市再生緊急整備地域に指定された。
当地区の衰退が著しくなっていたことなども影響して地権者の90%以上にまで同意の取り付けが進み、2007年（平成19年）6月25日に開催された「問屋町西部南街区市街地再開発準備組合」の年次総会で事業計画の概要が採択され、正式な再開発組合を発足させることになった。
これを受けて、2008年（平成20年）1月17日に「問屋町西部南街区市街地再開発組合」が設立され、実施設計や権利変換計画の策定など事業化に伴う作業が本格化した。
そして、2009年（平成21年）10月29日までに対象となる権利者176人全員から権利変換計画に関する同意を取り付けたため、本体工事を着手することを正式に発表した。2009年（平成21年）11月から既存の建物などの解体工事を進め、2010年（平成22年）1月12日に起工式を行って本体工事に着手した。こうして事業化に乗り出すことになったものの、開発前に立地していた繊維問屋街の商店主たちは、後継者難や土日祝日などの週末に閉店する業種特性、同業の店舗が集まらないことへの不安などから、再開発を進める組合理事長すら再開発ビルへの入居を躊躇する状況で事業化が開始されることになった。
その結果、東棟の1階の一部に繊維問屋が入居するなど、一部の権利者が再開発後の新しいビルに残る形となった。
2012年（平成24年）2月22日に本体工事が完成して上棟式を行って内装工事に移り、同年9月9日に竣工式を行って正式に完成した。

## 年表
- 1992年（平成4年） - 再開発連絡協議会設立[6]。
- 2000年（平成12年）3月 - 問屋町西部南街区市街地再開発準備会設立。
- 2002年（平成14年）6月 - 問屋町西部南街区市街地再開発準備組合設立。
- 2003年（平成15年） - 都市再生緊急整備地域に指定[6]。
- 2007年（平成19年）6月25日 - 「問屋町西部南街区市街地再開発準備組合」の年次総会で計画概要を採択[7][8]。
- 2008年（平成20年）1月17日 - 問屋町西部南街区市街地再開発組合設立[9]。
- 2009年（平成21年）
  - 10月29日 - 権利者176人全員が権利変換計画に同意し、計画を正式に発表[6][10]。
  - 11月 - 既存建物除却工事開始[6]。
- 2010年（平成22年）
  - 1月12日 - 起工式[2]。
  - 12月 - 名称が「岐阜スカイウイング37」に決定[12]。
- 2012年（平成24年）
  - 2月22日 - 上棟式[11]。
  - 8月31日 - 竣工[3]。
  - 9月5日 - ドーミーイン[11]が開業[5]。
  - 9月9日 - 竣工式[4][5]。
  - 10月9日 - 岐阜大学サテライトキャンパスが開館[13]。
  - 10月15日 - 十六銀行が開業[5]。
- 2014年（平成26年） -グッドデザイン賞を受賞[1]。

## 問屋町西部南街区第一種市街地再開発事業・事業概要
- 事業主体：問屋町西部南街区市街地再開発組合[4][5]
- 事業期間：1992年（平成4年）[6] - 2012年（平成24年）9月[4][5]
- 総事業費：約165億円[6]
- 本体工事期間：2010年（平成22年）1月12日[2] - 2012年（平成24年）8月31日[3]
- 地区面積：約1.1ha[7]
- 敷地面積：約6,895.26m2
- 建築面積：約5,902.11m2
- 延床面積：約55,533.61m2
- 規模構造：地上37階（高さ135.89m）、地下2階、塔屋2階、RC造一部S造

※ この再開発の敷地面積は、開業時点では岐阜市内最大規模である。

## 施設概要

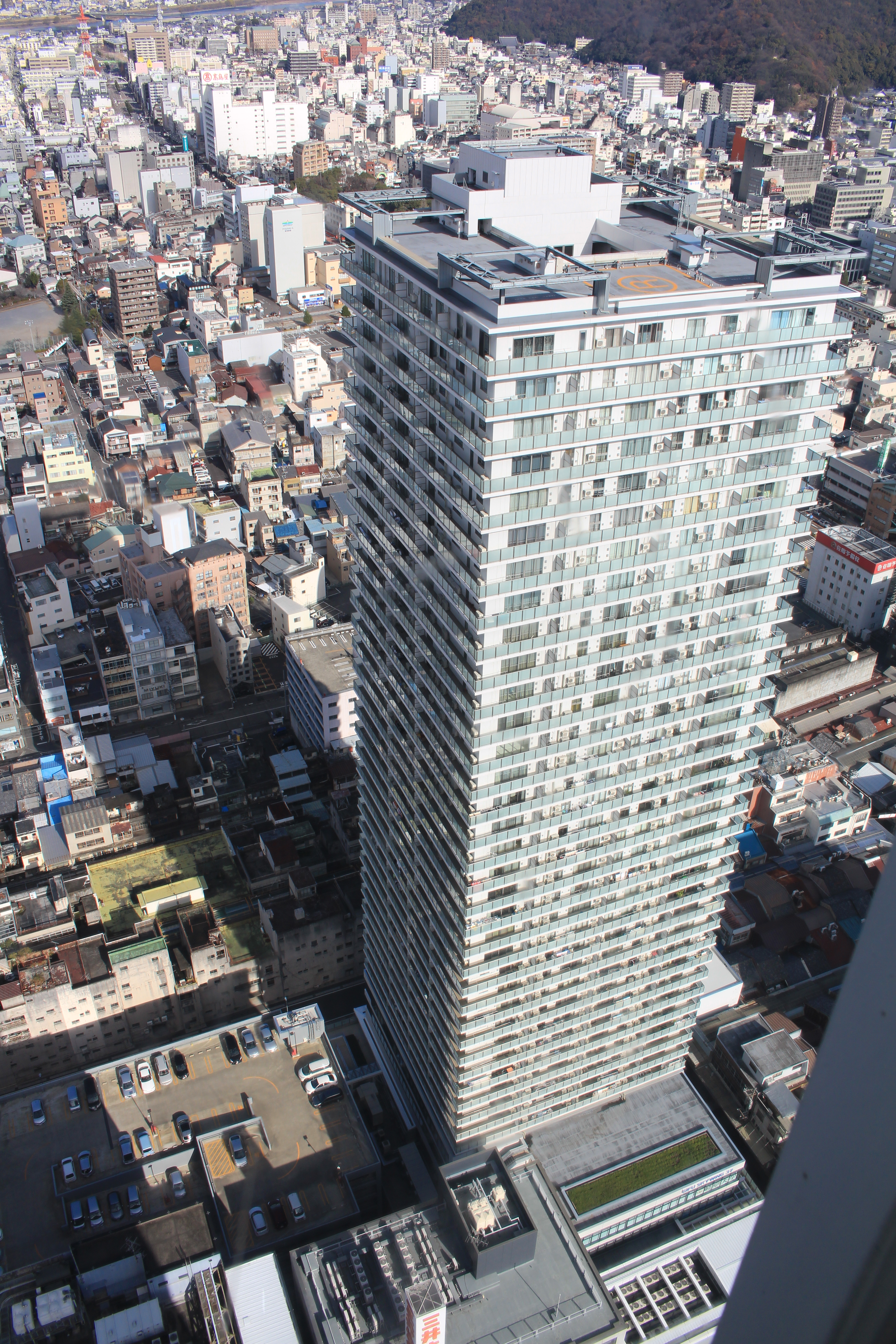
近隣の南側にある岐阜シティ・タワー43のスカイラウンジの展望室から望む岐阜スカイウイング37

地上37階・地下1階建ての東棟と地上11階建ての西棟、立体駐車場棟の3棟で構成されている。

### 東棟
その名前の通り、東棟のみだが地上37階建ての建物である。

2階はJR岐阜駅とペデストリアンデッキで接続されている。
1階と2階が商業施設が向けフロアとして用意され、開業時には1階に十六銀行と繊維問屋が入居した。
3階と4階は事務所などの業務施設向けのフロアとして用意され、
開業時には岐阜大学サテライトキャンパスや岐阜市信用保証協会が入居した。
5階から上のフロアは分譲マンションで、
総戸数272戸の「ザ・ライオンズ一条タワー岐阜」となっている。

### 西棟
地上11階建てで、1階から5階までの商業・業務向けのフロアには開業時には日本政策金融公庫や保険会社などが入居し、6階から11階にはホテルのドーミーインが入居した。

### 駐車場棟
- 自走式、409台収容